# Sainte-Anne (Guadeloupe)
Sainte-Anne is een gemeente in Guadeloupe op het eiland Grande-Terre, en telt 24.151 inwoners (2019). De oppervlakte bedraagt 80,29 km². Het ligt ongeveer 17 km ten oosten van Pointe-à-Pitre.

## Geschiedenis
Sainte-Anne werd in de 17e eeuw gesticht. Door de gunstige ligging ontwikkelde het zich snel en werd de zetel van de Admiraliteit en een van de belangrijkste haven van Guadeloupe. Uiteindelijk werd de haven overschaduwd door Pointe-à-Pitre. Sainte-Anne ontwikkelde zich als toeristisch centrum vanwege de vele stranden, maar de visserij blijft een belangrijk onderdeel van de economie.

## Plage de Sainte-Anne
Plage de Sainte-Anne of Plage du Bourg is een witzandstrand bij het centrum van Sainte-Anne. Het is beschermd door koraalriffen en heeft rustig water. Het strand heeft veel voorzieningen en is vrij toegankelijk. Het kan wel druk zijn.

## Plage de la Caravelle
Plage de la Caravelle is een witzandstrand dat zich ongeveer 2 km ten westen van Sainte-Anne bevindt. Het strand bevindt zich rond een lagune, en is omringd door het resort van Club Med, maar is vrij toegankelijk. Het is een lang strand met rustig water dat geschikt is voor kinderen en veel gebruikt wordt om te snorkelen. Het strand kan vrij druk zijn.

## Gwokafestival
In Sainte-Anne vindt jaarlijks in juli het Gwokafestival plaats. Gwoka is een muzikaal genre gebaseerd op de drum en vormt een onderdeel van de culturele identiteit van Guadeloupe.

## Sport
De lokale voetbalclub is ASG Juventus de Sainte-Anne die in de Division Honneur spelen. Het thuisstadion is Stade Valette met een capaciteit van 1.000 toeschouwers.

## Geboren
- Marius Trésor (15 januari 1950), voetballer
- Matt Houston (30 september 1977), R&B-zanger en -producer

## Galerij

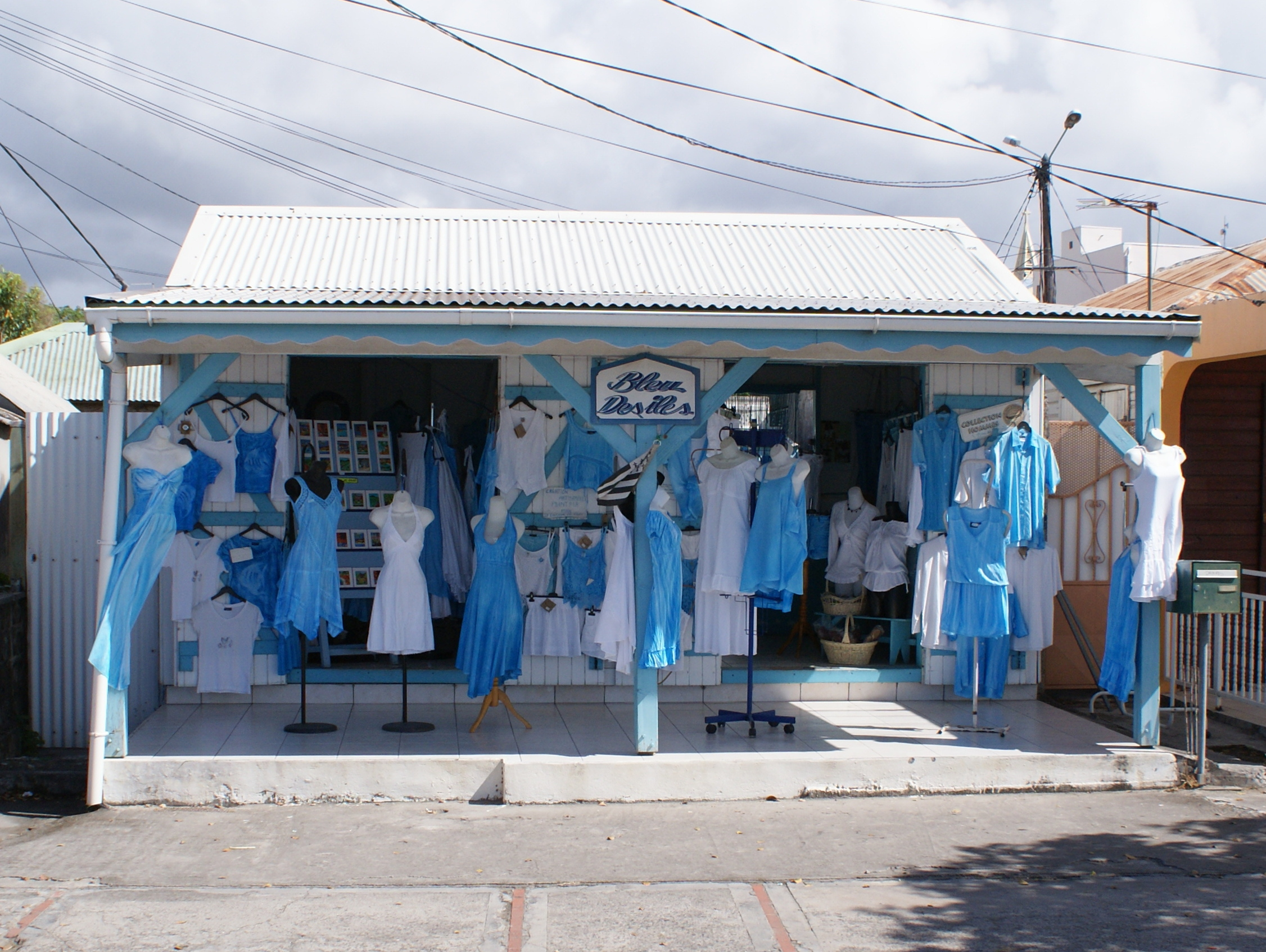
Blauw en witte kledingwinkel
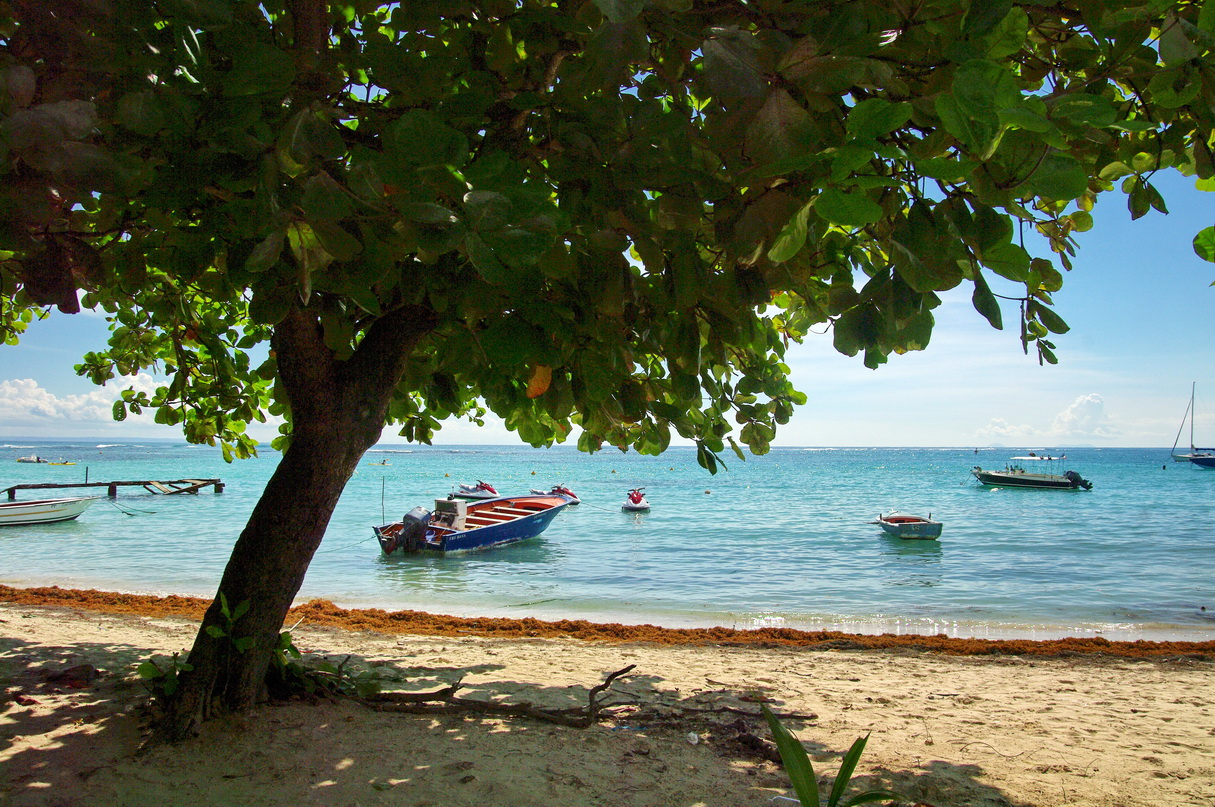
Strand van Sainte-Anne
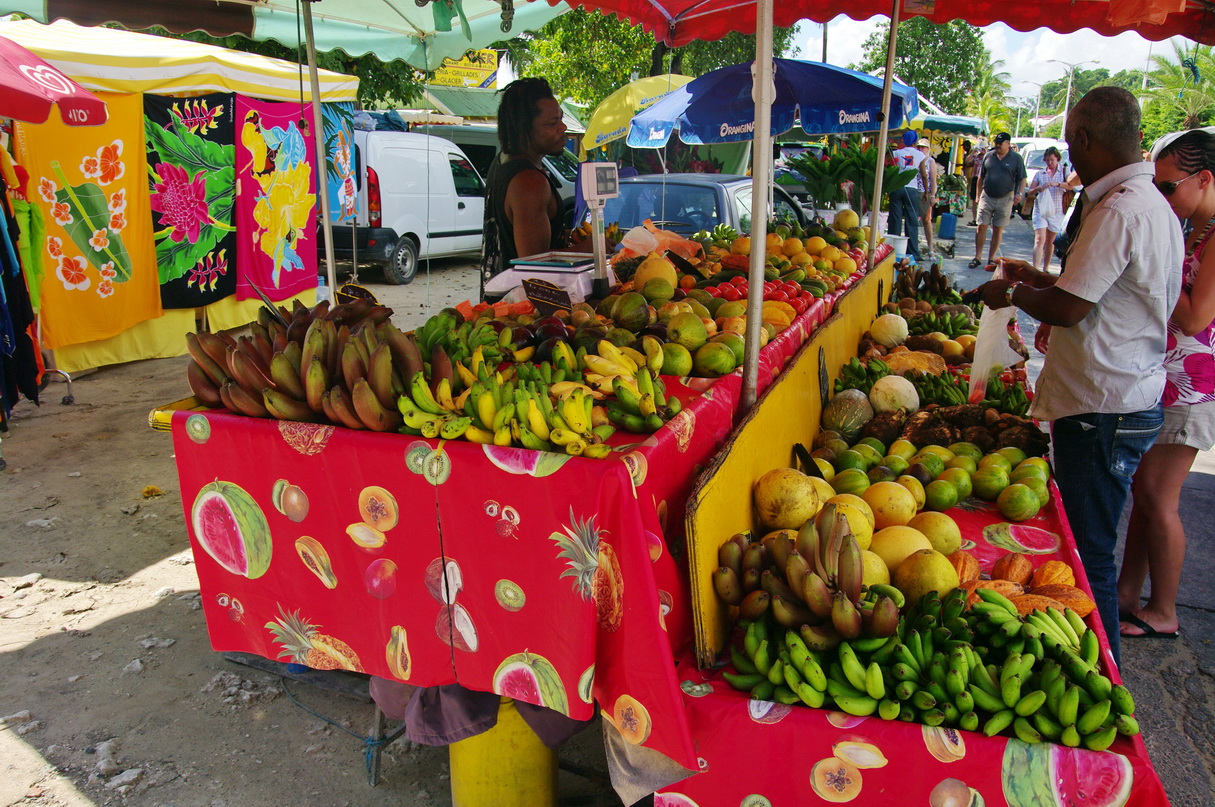
Markt van Sainte-Anne
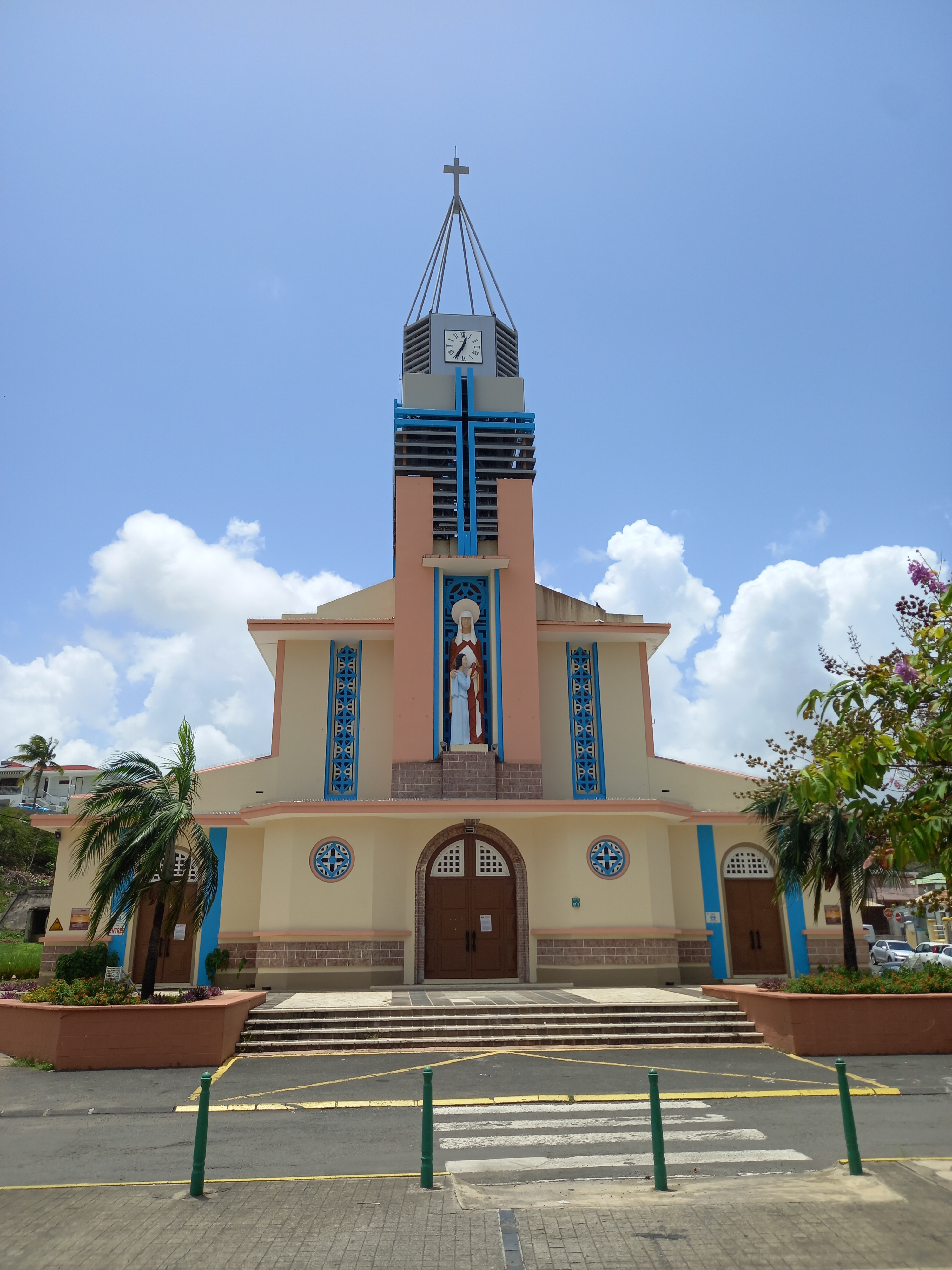
Kerk van Sainte-Anne

- Bibliothèque nationale de France: cb136034818 (data)
- Library of Congress Control Number: n79051892
- MusicBrainz: 5eb98396-74ae-487c-813d-235012beb1f8
- Nationale Bibliotheek van Israël: 987007561812705171
- Virtual International Authority File: 123142362
- WorldCat: E39PBJm4MjxwvBQhCgHjjQw9jC

Les Abymes · Anse-Bertrand · Baie-Mahault · Baillif · Basse-Terre · Bouillante · Capesterre-Belle-Eau · Capesterre-de-Marie-Galante · Deshaies · La Désirade · Le Gosier · Gourbeyre · Goyave · Grand-Bourg · Lamentin · Morne-à-l'Eau · Le Moule · Petit-Bourg · Petit-Canal · Pointe-à-Pitre · Pointe-Noire · Port-Louis · Saint-Claude · Sainte-Anne · Sainte-Rose · Saint-François · Saint-Louis · Terre-de-Bas · Terre-de-Haut · Trois-Rivières · Vieux-Fort · Vieux-Habitants